# Солдатское (Херсонская область)
Солдатское (укр. Солдатське) — село в Чернобаевской сельской общине Херсонского района Херсонской области Украины.
Почтовый индекс — 75010. Телефонный код — 5547. Код КОАТУУ — 6520385002.

## Население
Население по переписи 2001 года составляло 139 человек.

### Языковой состав
Родной язык населения по данным переписи 2001 года:
| Язык       | Численность, чел. | Доля     |
| ---------- | ----------------- | -------- |
| Украинский | 129               | 92,81 %  |
| Русский    | 9                 | 6,47 %   |
| Другое     | 1                 | 0,72 %   |
| Итого      | 139               | 100,00 % |

## Местный совет
75010, Херсонская обл., Белозёрский р-н, с. Посад-Покровское, ул. Победы, 5